# 鞍山腾鳌机场
鞍山腾鳌机场是一座位于中国辽宁省鞍山市的军民合用机场，位于市区西南方11.8公里，飞行区等级为4C，航站楼建筑总面积2,607.13平方米，由辽宁机场管理集团公司托管。目前，鞍山机场已开通了鞍山—北京大兴、鞍山—上海浦东、鞍山—广州白云、鞍山—成都天府和鞍山—南京禄口五条定期航线，其中至北京大兴、上海浦东及成都天府航线均为每天一班，至广州白云和南京禄口航线为每周一、三、五、日各一班。腾鳌机场作为军民合用机场，同时也是中国人民解放军空军第一师的驻地，为空军一级永备机场。

## 机场历史
- 腾鳌机场首次开通民用航空业务是在1987年，经中央军委批准，由中国联合航空公司先后开通了鞍山—北京、鞍山—佛山两条航线，后因国家政策原因关闭。
- 2010年1月11日，鞍山机场管理有限公司正式注册成立，同年腾鳌机场复航（鞍山—北京航线开通，由南方航空A320执飞）。
- 2013年12月22日，上海航线开通，由上海航空B737执飞。
- 2014年9月5日，广州航线开通，由南方航空A319执飞（后来改用E190型飞机执飞）。
- 2014年，腾鳌机场首次实现了旅客吞吐量超过10万人次。
- 2016年9月23日，成都航线开通，由四川航空的A320执飞。
- 2017年9月13日，鞍山到南京航线开通，由吉祥航空的A320型飞机执飞。

## 航空公司与航点
‌2025年度夏秋航班计划（3月30日至10月25日），机场运营航线3条，通航城市3个。
| 航空公司           | 目的地    |
| ------------------ | --------- |
| 中国联合航空（KN） | 北京/大兴 |
| 四川航空（3U）     | 成都/天府 |
| 上海航空（FM）     | 上海/浦东 |

## 交通

### 机场巴士
鞍山公交总公司目前已开通了由市区往返机场的公交专线，全程主要站点分别为：五一路公交枢纽站C区——鞍山城市候机楼——鞍山西站（高铁车站）——腾鳌机场，全程运行约40分钟，票价3元，北京、上海、广州、成都和南京航班均有其对应时段的专线。

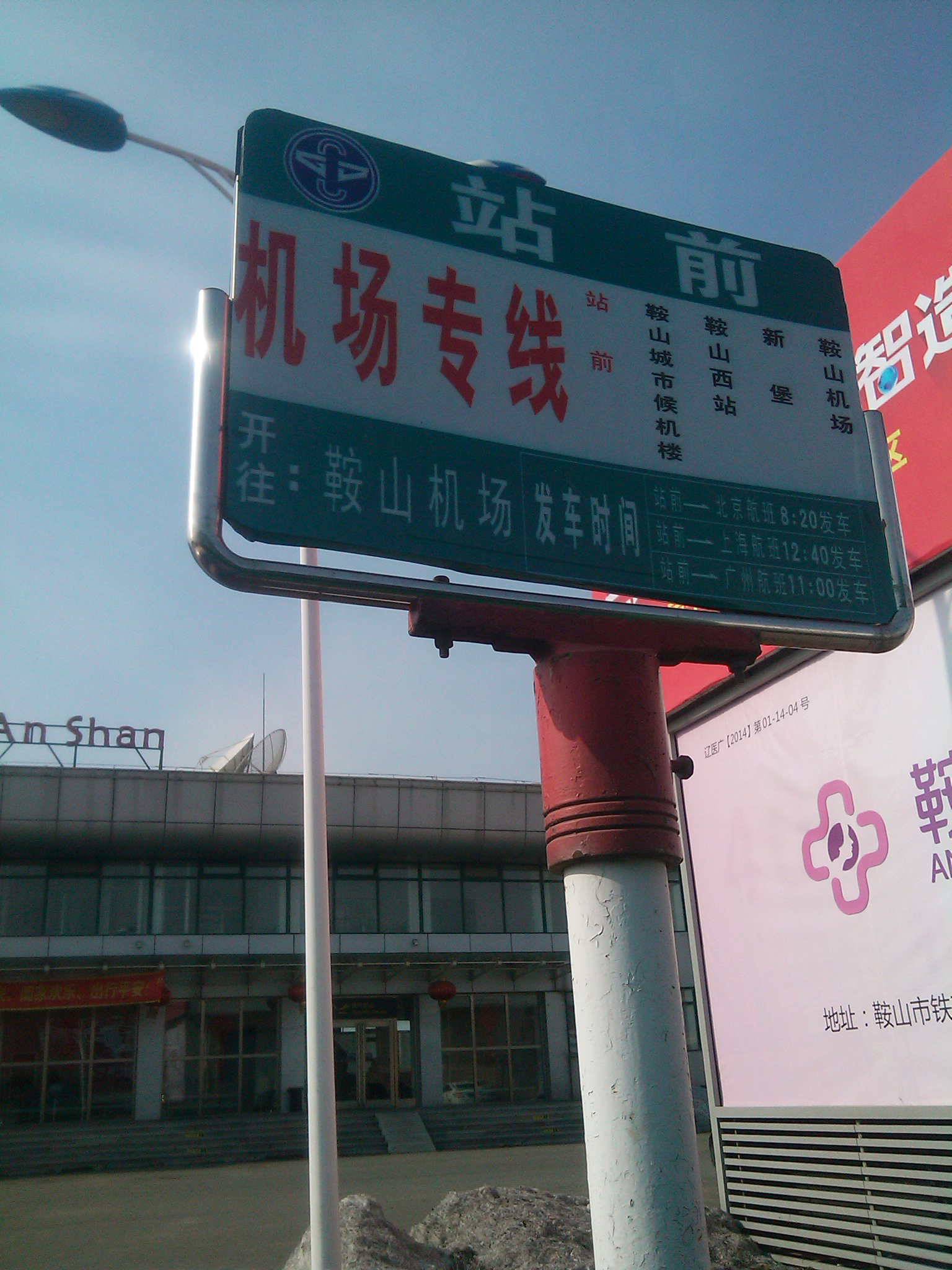
鞍山机场专线示意图

### 出租车
腾鳌机场距离鞍山市区（尤其离铁西区）很近，搭乘出租车进入市区大约只需要20分钟，费用约在15-30元之间（根据地区）。